# Инсулиновый рецептор
Инсулиновый рецептор (IR) (англ. insulin receptor) — трансмембранный рецептор, который активируется инсулином, IGF-I, IGF-II и принадлежит к большому классу тирозинкиназных рецепторов. Инсулиновый рецептор играет ключевую роль в регуляции гомеостаза глюкозы, функционального процесса, который при дегенеративных условиях может привести к ряду клинических проявлений, в том числе диабету и раку. Биохимически инсулиновый рецептор кодируется одним геном INSR, альтернативный сплайсинг которого в ходе транскрипции производит либо к IR-A-либо к IR-B-изоформам. Последующие посттрансляционные события каждой изоформы приводят к формированию протеолитически расщеплённых α и β-субъединиц, которые при объединении, в конечном счете способны к димеризации с получением дисульфидно связанного трансмембранного инсулинового рецептора массой ≈ 320 кДа.

## Структура
Первоначально транскрипты альтернативных вариантов сплайсинга гена INSR транслируются с образованием одного из двух мономерных изомеров: IR-A, в котором вырезан экзон 11, и IR-B, в котором есть экзон 11. Включение экзона 11 приводит к добавлению 12 аминокислот выше фурина в сайте протеолитического расщепления.

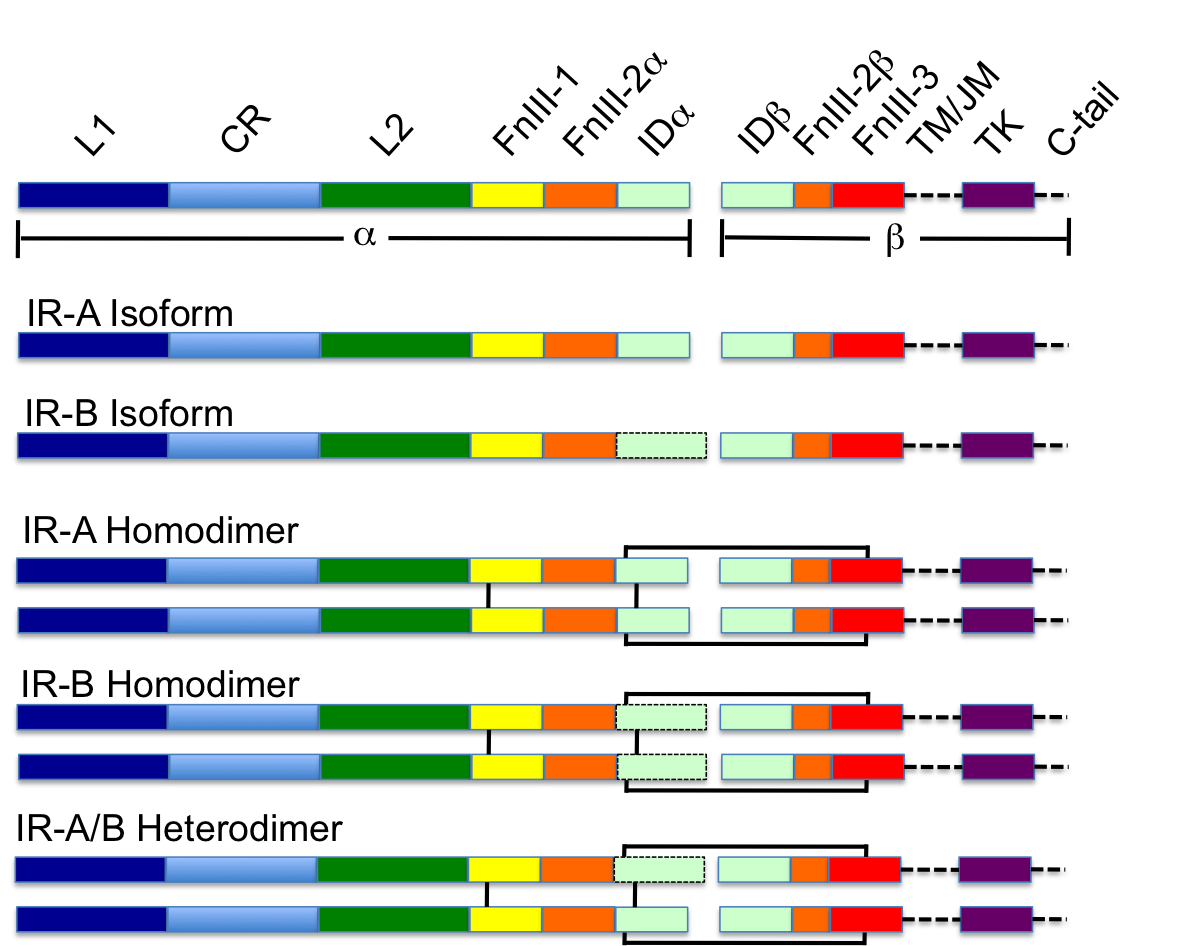
Схема цветного кодирования инсулинового рецептора

 При димеризации рецептора, после протеолитического расщепления α- и β-цепей, дополнительные 12 аминокислот остаются на С-конце α-цепи (обозначенной αCT), где они предположительно влияют на взаимодействия рецептора и лиганда.
Каждый изомерический мономер структурно разбит на 8 различных доменов; домен лейцин-обогащённых повторов (L1, остатки 1-157), регион, богатый цистеином (CR, остатки 158—310), дополнительный домен лейцин-обогащённых повторов (L2, остатки 311—470), три типа доменов фибронектина III; FnIII-1 (остатки 471—595), FnIII-2 (остатки 596—808) и FnIII-3 (остатки 809—906). Кроме того, вставной домен (ID, остатки 638—756), находящийся в пределах FnIII-2, содержащий сайт расщепления α/β фурина, протеолиз которого действуют как в IDα- так и IDβ-доменах. В β-цепи ниже области FnIII-3 находится трансмембранная спираль и внутриклеточная околомембранная область, непосредственно выше внутриклеточного каталитического тирозинкиназного домена, ответственного за активацию внутриклеточных сигнальных путей.
При расщеплении мономера на соответствующие α- и β-цепи рецептор гомо- или гетеродимеризуется через ковалентно дисульфидную связь, а между мономерами в димере образуется две дисульфидные связи, идущие от каждого α-цепи. Общая структура 3D эктодомена, обладает четырьмя сайтами связывания лиганда, напоминает перевернутую V. Каждый мономер поворачивается примерно 2 раза вокруг оси, проходящей параллельно перевернутой V, L2 и FnIII-1 доменам от каждого мономера, формирующего вершину перевернутой V.

## Связывание лиганда
Эндогенные лиганды инсулинового рецептора включают инсулин, IGF-I и IGF-II. Связывание лиганда с α-цепями эктодомена IR вызывает структурные изменения в рецепторе, ведущие к автофосфорилированию различных остатков тирозина во внутриклеточном домене TK в β-цепи. Эти изменения способствуют рекрутированию определённых адаптерных белков, таких как белки субстрата инсулинового рецептора (IRS) в дополнение к SH2-B (гомолог Src 2 — B), APS и протеинфосфатазы, таких как PTP1B, в конечном итоге, способствующих последующим процессам, связанным с гомеостазом глюкозы в крови.

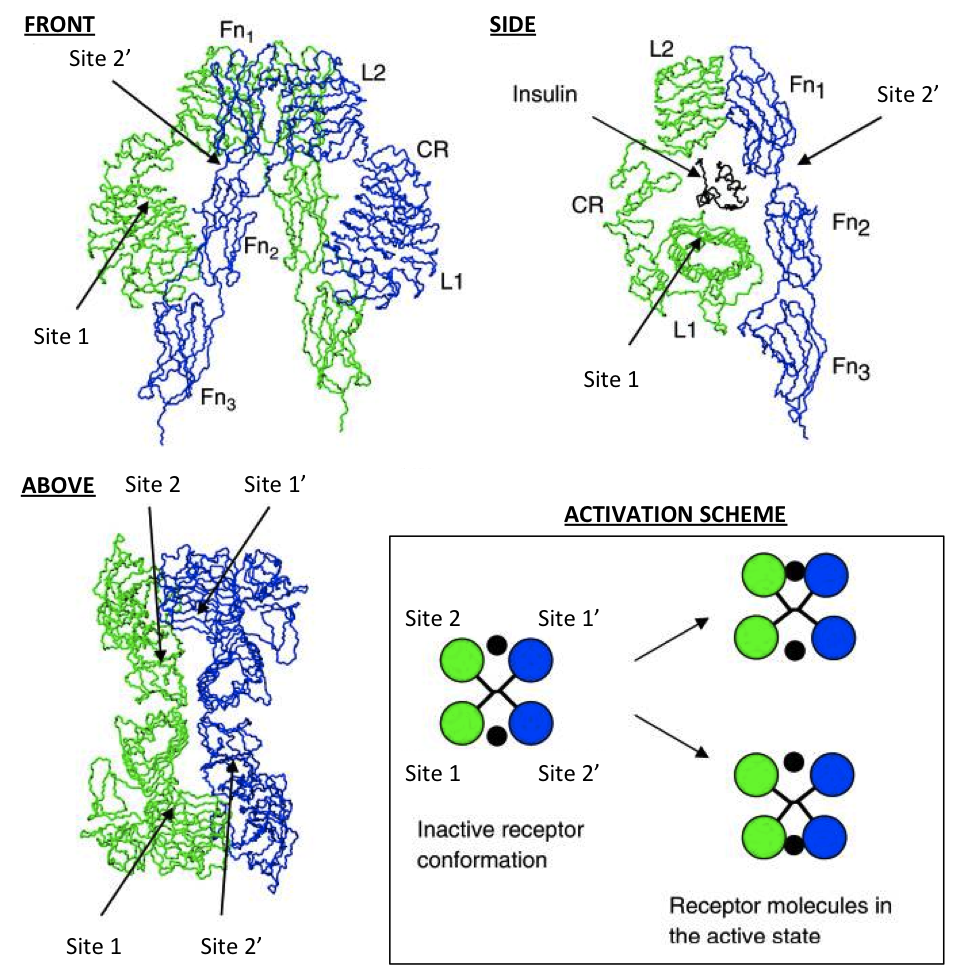
Схема, изображающая возможные сайты связывания IR

Строго говоря, отношения между инсулиновым рецептором и лигандом показывают сложные аллостерические свойства. На это указывает график Скэтчарда который показывает, что измеренное соотношение инсулинового рецептора, связанного с лигандом, относительно несвязанного лиганда не следует линейной зависимости относительно изменений концентрации инсулинового рецептора, связанного с лигандом, давая основание предположить, что инсулиновый рецептор и его лиганд взаимодействуют по механизму кооперативно связаны. Кроме того, наблюдение, что скорость диссоциации IR-лиганда увеличивается при добавлении несвязанного лиганда предполагает, что природа этого сотрудничества отрицательна; иначе говоря, начальное связывание лиганда с IR ингибирует дополнительное связывание со своим вторым активным сайтом, демонстрируя аллостерическое ингибирование.
Хотя точный механизм связывания IR с его лигандом структурно ещё не выяснен, с точки зрения системной биологии, биологически значимое предсказание кинетики IR-лиганд (инсулин/IGF-I) было определено в контексте доступной в настоящий момент структуры эктодомена IR.
Эти модели утверждают, что каждый мономер IR имеет 2 инсулиновых сайта связывания; Сайт 1, который связывается с «классической» поверхностью связывания инсулина: состоящей из L1 плюс αCT доменов и сайта 2, состоящий из петель на стыке FnIII-1 и FnIII-2, по прогнозам, связывающихся с «новым» гексамерным лицом сайта связывания инсулина. Так как каждый мономер предоставляет IR эктодомену представление 3D «зеркальной» взаимодополняемости, N-терминальный сайт 1 из одного мономера, в конечном счете сталкивается с C-терминальным сайтом 2 второго мономера, что также верно для каждого зеркального дополнения мономеров (противоположная сторона структуры эктодомена). Текущая литература отличает сайты связывания дополнений, назначив на сайте 1 и 2 мономерные сайты дополнений, как 3 и 4 или как сайт 1' и 2' соответственно.
Таким образом, эти модели утверждают, что каждый IR может связываться с молекулой инсулина (который имеет две связывающих поверхности) в 4 местах, посредством сайтов 1, 2, (3/1') или (4/2'). Поскольку каждый сайт 1 проксимально сталкивается с сайтом 2, по прогнозам, произойдет связывания инсулина конкретным сайтом, «сшивание» с помощью лиганда между мономерами, (то есть [мономер 1 Сайт 1 — Инсулин — мономер 2 сайт (4/2')] или [мономер 1 сайт 2 — Инсулин — мономер 2-сайт (3/1')]). В соответствии с действующим математическим моделированием IR-инсулиновой кинетики, есть два важных последствия для событий сшивания инсулина; 1. в вышеупомянутом наблюдении отрицательное взаимодействие IR и его лиганда, после связывания лиганда с IR снижается и 2. физическое воздействие приводит к сшиванию эктодомена в такой конформации, которая необходима для наступления событий внутриклеточного фосфорилирования тирозина (то есть эти события служат требованием к активации рецептора с последующим поддержанием гомеостаза глюкозы в крови).

## Биологическое значение
Рецепторы тирозинкиназы, в том числе инсулиновый рецептор, опосредуют свою активность, вызывая добавление фосфатной группы к конкретным тирозинам в клетках определённых белков. В «подложке» белки, которые фосфорилируются инсулиновым рецептором включает белок, называемый «IRS-1» для «инсулинового рецептора подложки 1». Связывания и фосфорилирования IRS-1 в конечном итоге приводит к увеличению высокого сродства молекул транспортёра глюкозы (GLUT4) на внешней мембране инсулиночувствительных тканей, в том числе мышечных клеток и жировой ткани, и, следовательно, к увеличению поглощения глюкозы из крови в этих тканях. Другими словами, глюкозный транспортёр GLUT4 транспортируется из клеточных везикул к клеточной поверхности, где он затем может опосредовать транспорт глюкозы в клетку.

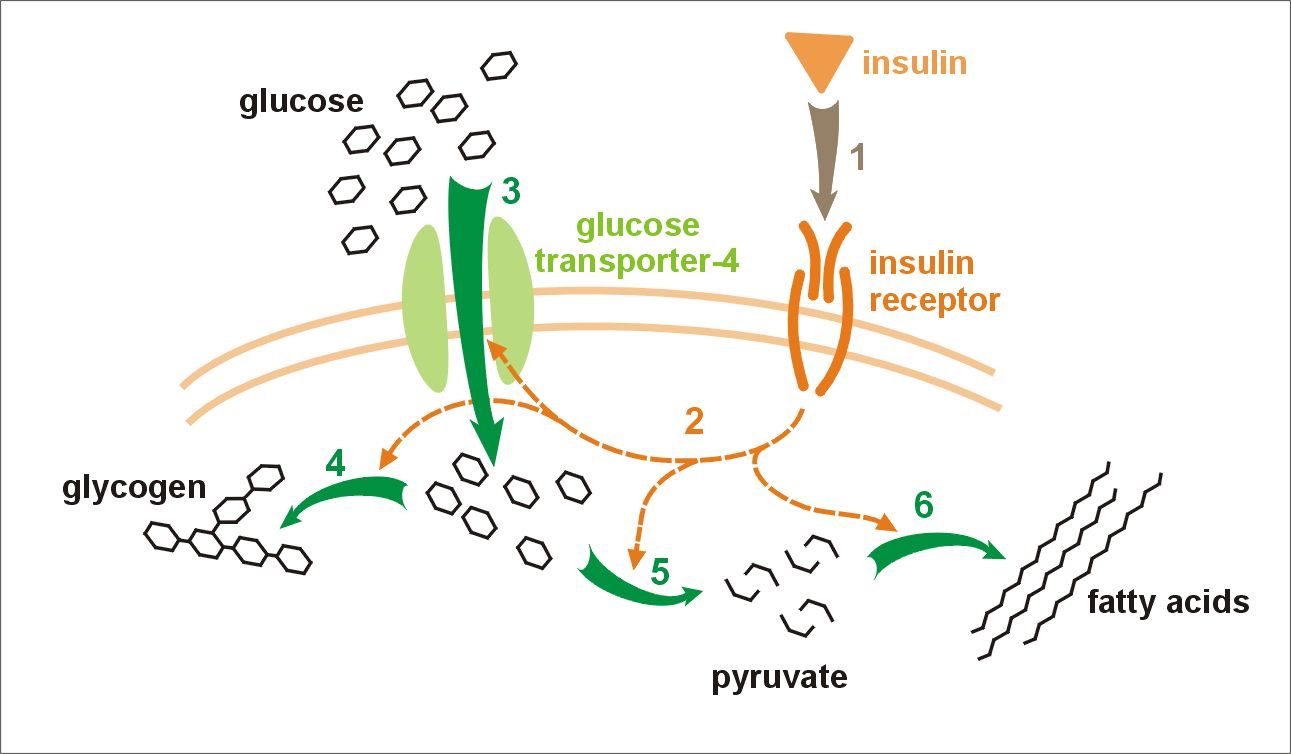
Влияние инсулина на поглощение и метаболизм глюкозы. Инсулин связывается со своим рецептором (1), который, в свою очередь, запускает несколько каскадов активации протеина (2). К ним относятся: транслокации транспортёра GLUT4 к плазматической мембране и приток глюкозы (3), синтез гликогена (4), гликолиз (5), синтез жирных кислот (6).

## Патология
Основная деятельность активации инсулинового рецептора — индуцировать поглощение глюкозы. По этой причине «нечувствительность инсулина», или снижение сигнализации инсулинового рецептора, приводит к сахарному диабету 2 типа — клетки неспособны принять глюкозу и в результате — гипергликемия (повышение циркуляции глюкозы) и все последствия диабета.
Пациенты с инсулинорезистентностью могут иметь признаки чёрного акантоза.
Несколько пациентов с гомозиготной мутацией гена  INSR  были описаны, как получившие синдром Донохью. Это аутосомно-рецессивные нарушения делают совершенно нефункциональными инсулиновые рецепторы. Эти пациенты имеют низкорасположенные, часто выпуклые, уши, ноздри, утолщенные губы и сильную задержку роста. В большинстве случаев, прогноз для этих пациентов является крайне бедным, смертельный исход случается в течение первого года жизни. Другие мутации того же гена вызывают менее тяжелый синдром Робсона-Менденхолла, при которых пациенты имеют характерно аномальные зубы, гипертрофированные дёсны и расширение шишковидной железы. Оба заболевания представляют флуктуацию уровня глюкозы: после приема пищи глюкоза изначально очень высока, а затем резко падает до аномально низких уровней.

## Регуляция экспрессии генов
Активированные IRS-1 действуют в качестве вторичного мессенджера в клетке, чтобы стимулировать транскрипцию инсулинорегулируемых генов. Во-первых, белок Grb2 связывает Р-Tyr остаток IRS-1 в его домене SH2. Grb2 становится в состоянии связать SOS, который в свою очередь катализирует замену связанного GDP с GTP в Ras, G-белка. Этот белок затем начинает каскад фосфорилирования, что приводит к активации митогеноактивируемой протеинкиназы (МАРК), которая входит в ядро и фосфорилирует различные факторы ядерной транскрипции (например, Elk1).

## Стимуляция синтеза гликогена
Синтез гликогена также стимулируется инсулиновым рецептором с помощью IRS-1. В этом случае это SH2-домен из киназы PI-3 (PI-3K), который связывает P-Tyr из IRS-1. Теперь активации PI-3K может конвертировать мембранные липидные фосфатидилинозитол 4,5-бисфосфата (PIP2) до фосфатидилинозит 3,4,5-трифосфата (PIP3). Это косвенно активирует протеинкиназу PKB (Akt) с помощью фосфорилирования. РКВ затем фосфорилирует несколько целевых белков, в том числе киназу гликогенсинтазы 3 (GSK-3). GSK-3 несёт ответственность за фосфорилирование (и, следовательно, деактивацию) гликогенсинтазы. Когда GSK-3 фосфорилируется, он отключается, и предотвращается деактивации гликогенсинтазы. Этим окольным путём инсулин увеличивает синтез гликогена.

## Деградация инсулина
После того как молекула инсулина стыкуется с рецептором и активирует его, она может быть выпущена обратно во внеклеточную среду, или может быть деградирована в клетке. Деградация обычно включает эндоцитоз инсулино-рецепторного комплекса с последующим действием фермента, разрушающего инсулин. Большинство молекул инсулина деградируют в клетках печени. Было подсчитано, что типичная молекула инсулина деградирует приблизительно через 71 минуту после первоначального выпуска в кровоток.

## Взаимодействия
Инсулиновый рецептор, как было выявлено, взаимодействует с ENPP1, PTPN11, GRB10, GRB7, PRKCD, IRS1, SH2B1 и MAD2L1.